# Comunità montana del Triangolo Lariano
La Comunità montana del Triangolo Lariano è una comunità montana in provincia di Como. Il capoluogo è Canzo.
Il territorio è costituito dalla gran parte della penisola triangolare del Triangolo Lariano – formata dai due rami meridionali del lago di Como (o "Lario") e limitata a sud dai piccoli laghi di Alserio, di Pusiano e di Annone – con esclusione dei comuni appartenenti alla provincia di Lecco.
In una superficie di 260 km² sono compresi 31 comuni, con una popolazione complessiva di circa 75 000 abitanti: Albavilla, Albese con Cassano, Asso, Barni, Bellagio, Blevio, Brunate, Caglio, Canzo, Caslino d'Erba, Castelmarte, Civenna, Erba, Eupilio, Faggeto Lario, Lasnigo, Lezzeno, Longone al Segrino, Magreglio, Nesso, Pognana Lario, Ponte Lambro, Proserpio, Pusiano, Rezzago, Sormano, Tavernerio, Torno, Valbrona, Veleso, Zelbio.
La comunità montana è retta da un'assemblea, costituita da rappresentanti nominati dai comuni membri. Il presidente e il consiglio direttivo di sette assessori sono eletti dall'assemblea, e le commissioni assembleari vengono costituite all'interno dell'assemblea.
Il territorio è costituito da strati calcarei, ricchi di grotte. Caratteristica la presenza di massi isolati di granito ("trovanti" o "massi erratici") alcuni di grandi dimensioni (il più notevole è la Prea Lentina tra Civenna e Bellagio), che furono trasportati a valle dagli antichi ghiacciai che occupavano la Valmasino e la Valmalenco. Alcuni di essi furono scavati per trasformarli in sepolcri ("massi avelli").